# Горяинов, Сергей Алексеевич
Сергей Алексеевич Горяинов (1797—1860) — действительный статский советник, камергер.

## Биография
Родился 16 февраля 1797 года. Сын губернатора Вологодской губернии Горяинова Алексея Алексеевича. 7 января 1815 года из школы колонновожатых поступил юнкером в кавалергардский полк. 19 января 1816 года он был произведен в эстандарт-юнкеры, а 1 октября того же года в корнеты.
16 июня 1818 года произведен в поручики, а 28 января 1820 года в штабс-ротмистры. В 1820 году он получил вызов на дуэль от графа Чернышева, но дуэль не состоялась так как в ночь перед ней граф Чернышев был арестован. 8 февраля 1820 года Горяинов был переведен майором в Черниговский конно-егерский полк.
22 января 1823 года он был уволен от службы по домашним обстоятельствам в чине подполковника. В 1824 году он определился в ведомство Московской дворцовой конторы и переименован в коллежские асессоры. 28 января 1825 года он венчался в Москве на дочери коллежского асессора Василия Семёновича Гурьева Софией Васильевной.
В день коронации Императора Николая I 22 августа 1826 года он был пожалован в камергеры, в 1832 году причислен к Азиатскому департаменту министерства иностранных дел. В 1833 году определен в Московский главный архив того же министерства. В 1836 году перемещен в Азиатский департамент, где он дослужился до чина действительного статского советника.
Главная его деятельность сосредоточилась в хозяйстве и в разных промышленных предприятиях. За ним числилось имение в Одоевском уезде Тульской губернии с фабрикой, на которой производили бумагу.
Скончался 28 сентября 1860 года в Воронеже.